# Massamagrell
Massamagrell è un comune spagnolo di 15 210 abitanti situato nella comunità autonoma Valenciana.